# スピア岬

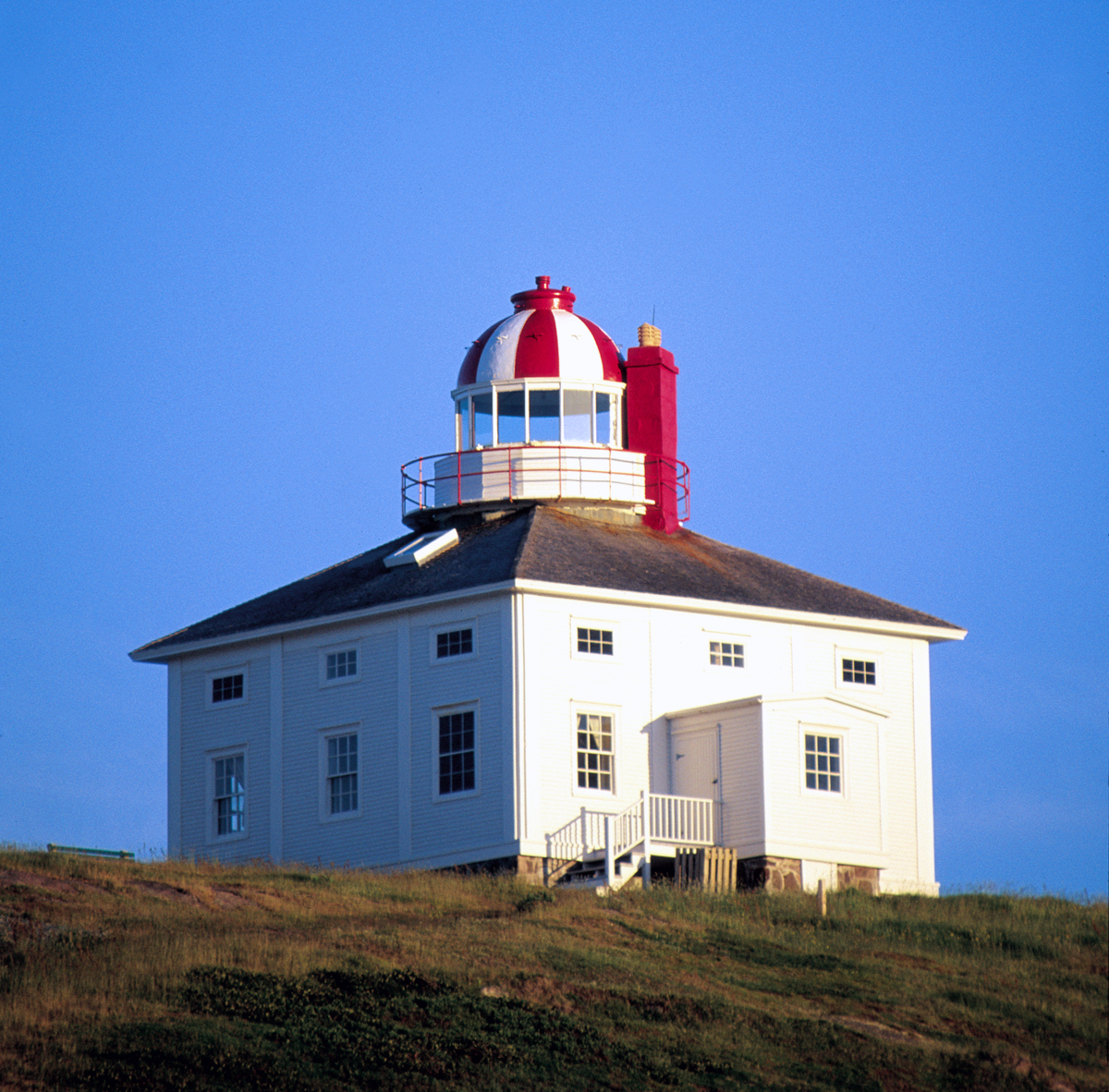
1836年に建てられたスピア岬灯台

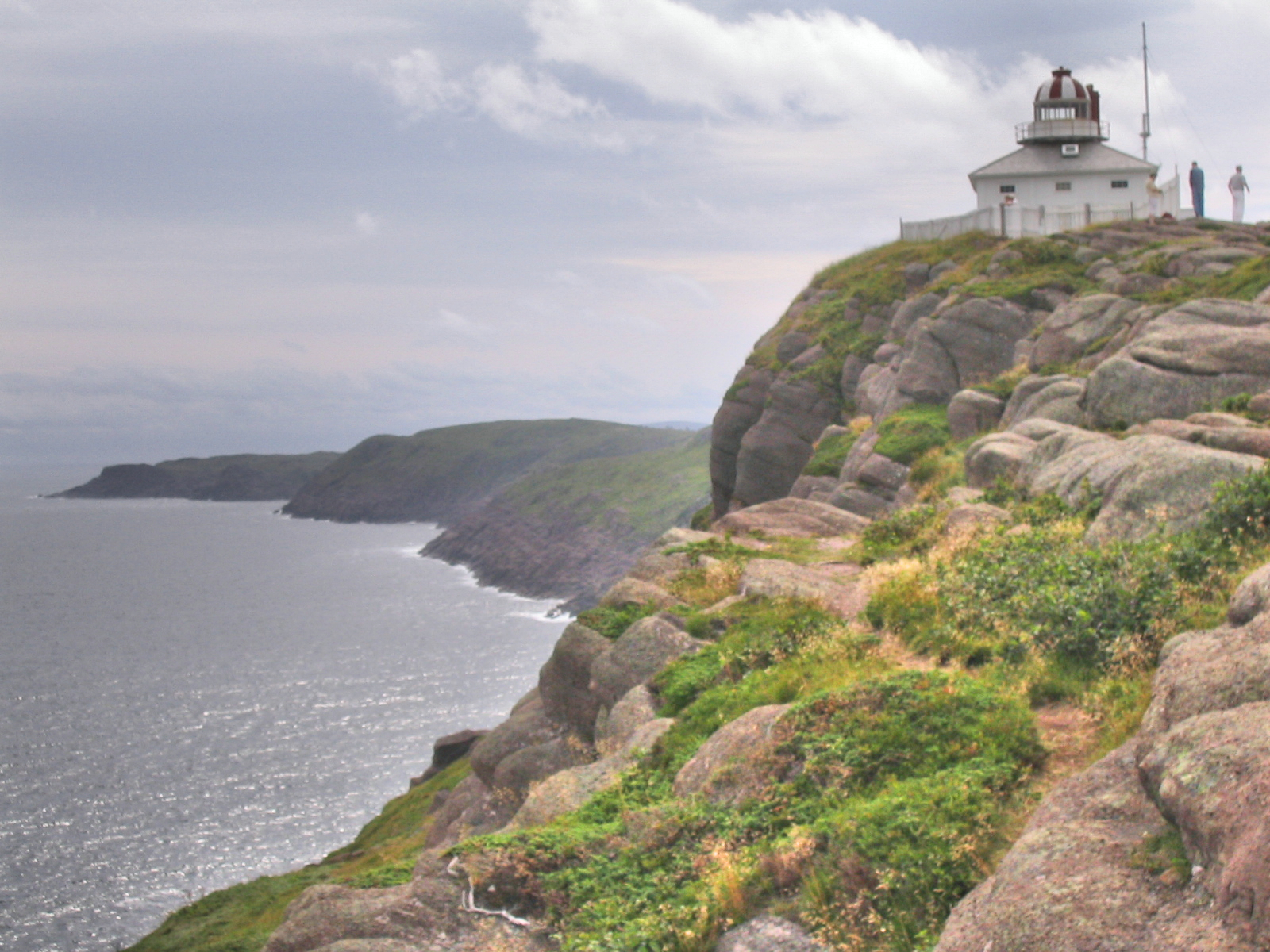
スピア岬の風景

スピア岬（スピアみさき、スピアー岬、ケープ・スピア、Cape Spear）はカナダ東部大西洋側のニューファンドランド島にある岬。カナダ最東端（西経52度37分）の岬であり、毎日カナダで最初に日が昇る場所である。ニューファンドランド・ラブラドール州の州都セントジョンズの近く、アバロン半島に位置している。
この岬は一般的に北アメリカの最東端ともみなされているが、中には異論を唱えるものもいる。グリーンランド最東端のノルドストルンディンゲン（Nordost Rundingen）を北米最東端とする意見や、地球を一周回ったアリューシャン列島・ラット諸島のセミソポクノイ島（Semisopochnoi Island、東経179度46分）こそ北米最東端とする意見もある。
名の由来は、ポルトガルの探検隊がつけた「Cabo da Esperança（カボ・ダ・エスペランサ、希望の岬）」である。これがフランス人により意訳され「Cap d'Espoir（カプ・デスポワール）」となり、訛って英語で「ケープ・スピア」となった。

## 灯台
スピア岬には1836年9月から稼動している灯台がある。スピア岬灯台はニューファンドランド島に建てられた二番目の灯台だった。最初の灯台はセントジョンズ湾入口の要塞、フォート・アムハーストに1810年に建てられている。1832年、ニューファンドランド植民地の最初の立法議会が開催され、灯台委員会が設置された。委員会は新たな灯台設置場所として、セントジョンズ湾入口に近く岩場の多い島の東海岸を検討し、その結果スピア岬が選ばれた。
1834年に建設が始まり、1836年に開設された。現在も残るこの建物は木造の四角い建物で、照明を収めた塔が中央に立っていた。1878年には霧笛も設置された。この灯台の最初の照明は、1815年からスコットランド東部のInchkeith 灯台で使われていたものを持って来たものだった。この照明はアーガンド式石油ランプ（Argand burner）を7つ使い、鏡で反射させるものだった。ライトはその後アセチレン式に、さらに1930年には電灯になった。
第二次世界大戦時には輸送船団の航路となり、セントジョンズ港を守る為の砲台が建設された。兵舎と地下通路、塹壕なども建設され、現在も残されている。
1955年、新しいコンクリート製灯台が完成し、元の灯台と灯台守の家は修復保存された。これはニューファンドランドに現存する最古の灯台で、カナダ国定史跡に指定されている。